# Аб-Барік (Марказі)
Аб-Барік (перс. ابباريك) — село в Ірані, у дегестані Кара-Кагріз, у бахші Кара-Кагріз, шагрестані Шазанд остану Марказі. За даними перепису 2006 року, його населення становило 291 особу, що проживали у складі 91 сім'ї.

## Клімат
Середня річна температура становить 10,43 °C, середня максимальна – 28,94 °C, а середня мінімальна – -11,35 °C. Середня річна кількість опадів – 258 мм.
| Клімат поселення                              | Клімат поселення | Клімат поселення | Клімат поселення | Клімат поселення | Клімат поселення | Клімат поселення | Клімат поселення | Клімат поселення | Клімат поселення | Клімат поселення | Клімат поселення | Клімат поселення | Клімат поселення |
| Показник                                      | Січ.             | Лют.             | Бер.             | Квіт.            | Трав.            | Черв.            | Лип.             | Серп.            | Вер.             | Жовт.            | Лист.            | Груд.            |                  |
| Середній максимум, °C                         | 4,88             | 6,72             | 10,62            | 17,24            | 22,62            | 27,63            | 28,94            | 28,71            | 24,06            | 18,02            | 11,42            | 6,04             |                  |
| Середня температура, °C                       | −3,24            | −1,38            | 2,51             | 9,11             | 14,50            | 19,52            | 23,44            | 23,21            | 18,55            | 12,53            | 5,93             | 0,53             |                  |
| Середній мінімум, °C                          | −11,35           | −9,51            | −5,6             | 1,00             | 6,38             | 11,40            | 17,93            | 17,71            | 13,04            | 7,02             | 0,44             | −4,97            |                  |
| Норма опадів, мм                              | 39               | 38               | 48               | 34               | 26               | 4                | 1                | 1                | 0                | 8                | 24               | 35               |                  |
| Середньомісячна швидкість вітру, м/с          | 1.40             | 2.36             | 2.96             | 2.99             | 2.52             | 2.30             | 2.24             | 2.10             | 2.10             | 2.02             | 1.70             | 1.68             |                  |
| Середньомісячна сонячна радіація, кДж/м²·день | 9550             | 12650            | 15251            | 18500            | 22475            | 26869            | 25781            | 24298            | 21489            | 15982            | 11202            | 9161             |                  |
| --------------------------------------------- | ---------------- | ---------------- | ---------------- | ---------------- | ---------------- | ---------------- | ---------------- | ---------------- | ---------------- | ---------------- | ---------------- | ---------------- | ---------------- |
| Джерело:                                      |                  |                  |                  |                  |                  |                  |                  |                  |                  |                  |                  |                  |                  |